# Санторсо
Санторсо (итал. Santorso) — коммуна в Италии, располагается в провинции Виченца области Венеция.
Население составляет 5561 человек (на 2004 г.), плотность населения составляет 406 чел./км². Занимает площадь 13 км². Почтовый индекс — 36014. Телефонный код — 0445.
Покровителем населённого пункта считается святой Урсус. Праздник ежегодно отмечается 3 мая.

## Города-побратимы
- Веяно, Италия
- Бриссаго, Швейцария